# Voile universel
Le voile universel ou voile général (VG) est une enveloppe qui entoure le primordium du sporophore des champignons de l'ordre des Agaricales.
Ce voile doit se rompre plus ou moins rapidement pour permettre la dispersion des spores, mais le plus souvent en laissant des traces sous forme de volve, de verrues ou écailles, une cortine, une armille  ou un manchon sur le pied.
Cette structure est très importante pour l'identification des champignons sauvages parce qu'elle est facilement observable et qu'elle indique souvent un membre des Amanitaceae. Cela a une importance particulière en raison du nombre élevé d'espèces potentiellement mortelles contenues dans cette famille.
Cette membrane enveloppe tout le sporophore au premier stade de son développement.

## Évolution du voile universel
Le voile universel, général ou primaire enveloppe tout le sporophore du primordium du champignon et donne les débris formant la volve et les verrues sur le chapeau.

## Voile universel chez les basidiomycètes
Le voile universel chez les Amanitaceae va laisser des verrues comme chez de nombreuses Amanita strictu senso, ou abandonner des lambeaux et disparaître du sporophore comme dans les sections des Vaginae et des Ceasareae du sous-genre Amanita. Dans certains cas, il semble que ce soit la pluie qui délave la cuticule, soit dans le cas des Vaginae et des Caesareae, la texture du voile plus élastique.

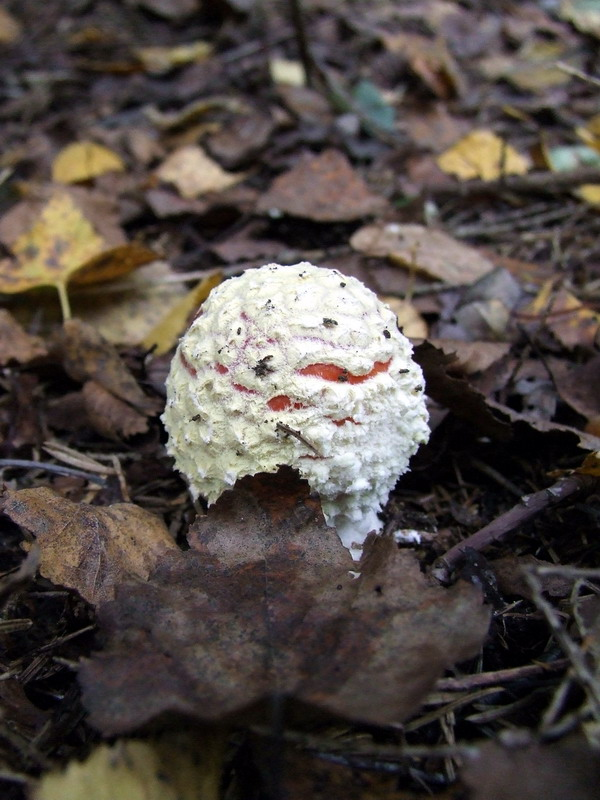
voile universel chez Amanita muscaria.
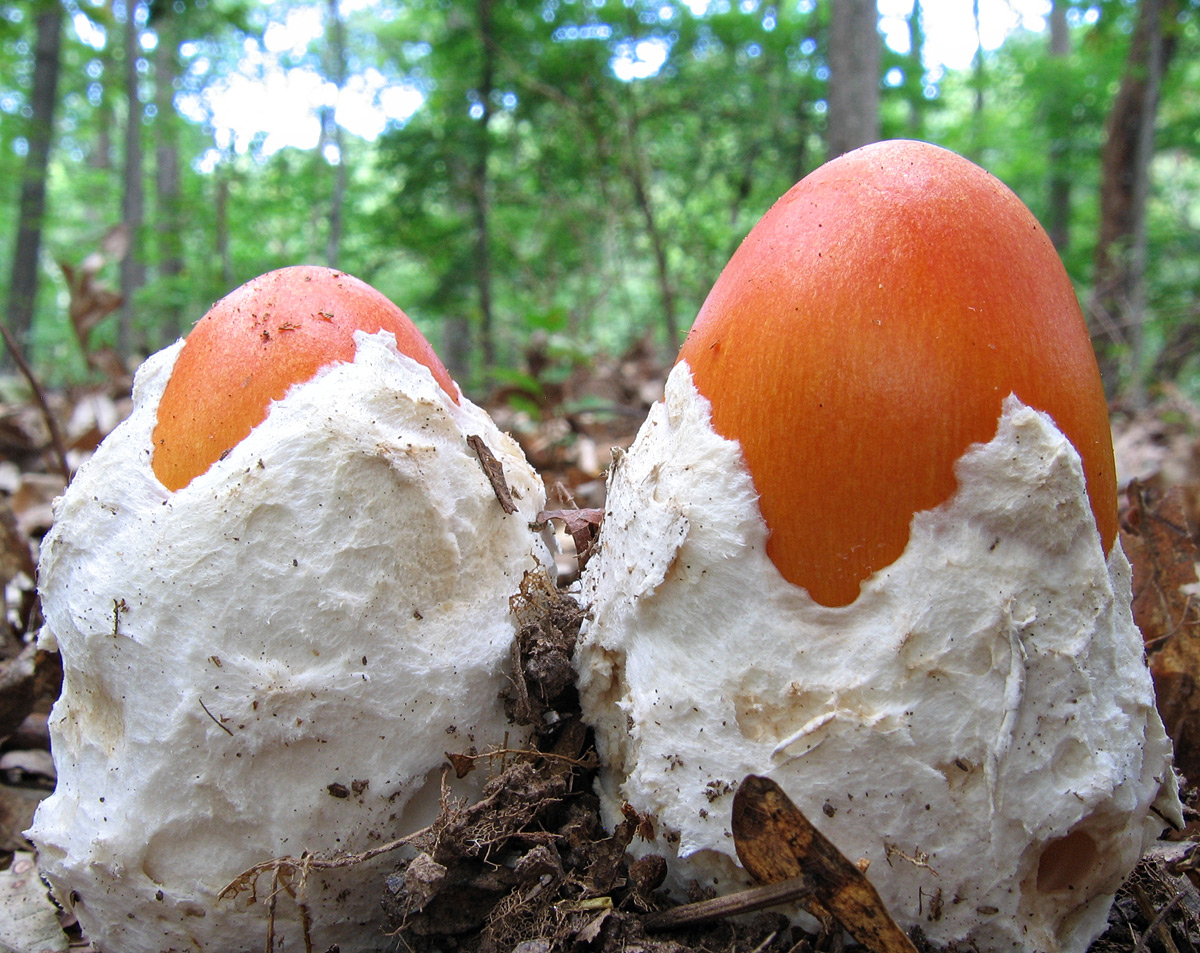
voile universel chez Amanita jacksonii.
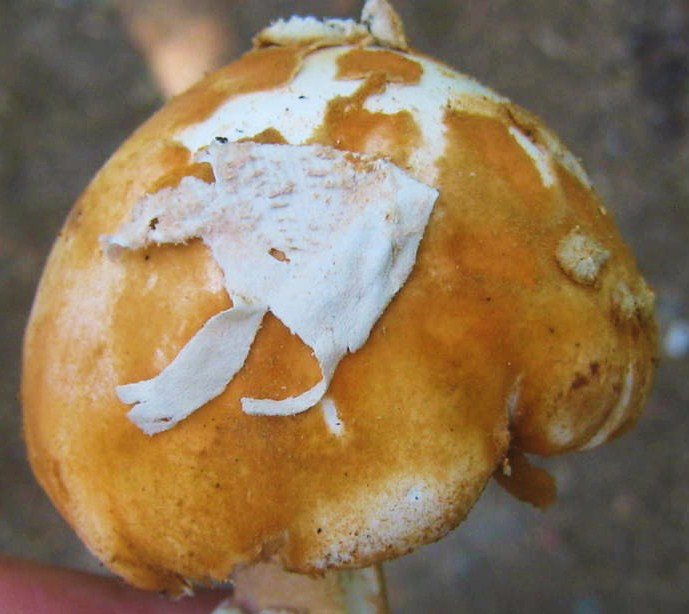
Reste du voile universel sur la cuticule chez Amanita roseitincta.
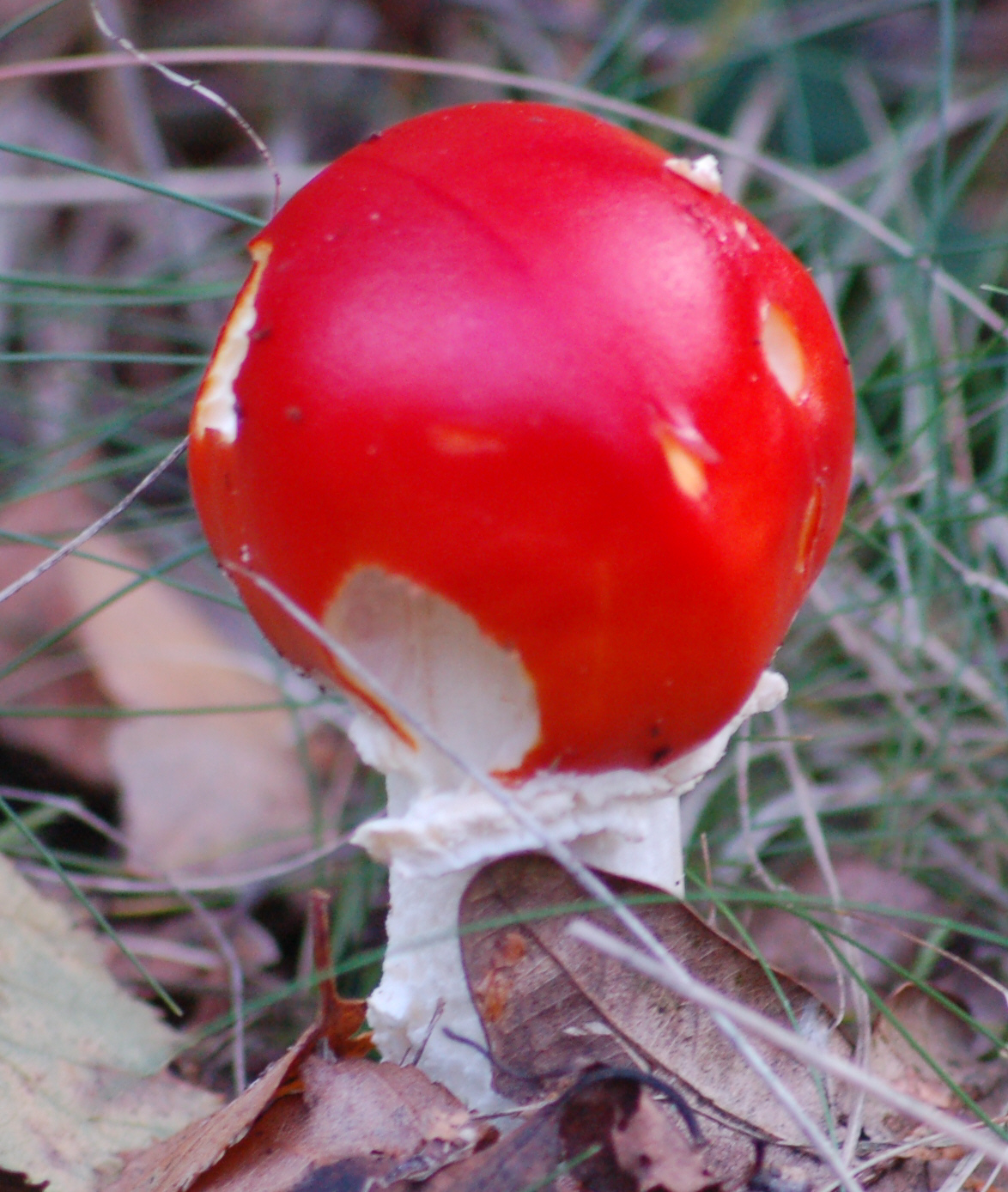
Absence de verrues du voile universel chez Amanita muscaria.

## La volve
La volve est le vestige du voile général qui forme un sac membraneux ou un étui à la base du pied de certaines espèces (exemple typique : l'Amanite phalloïde).

## L'anneau
L'anneau est le vestige du voile partiel.

## Confusion avec le voile partiel
Le voile partiel (ou secondaire) protège l'hyménium, les lames comme chez les amanites et les Cortinariaciées, ou les tubes chez certaines Bolétacées (du genre Suillus).